# Trượt tuyết băng đồng tại Thế vận hội Mùa đông 2018 - Nước rút đồng đội nữ
Nội dung nước rút tự do đồng đội nữ của môn trượt tuyết băng đồng tại Thế vận hội Mùa đông 2018 diễn ra vào ngày 21 tháng 2 năm 2018 tại Alpensia Cross-Country Centre ở Pyeongchang, Hàn Quốc. Nội dung bao gồm sáu đợt nước rút trên đường đua dài 1,25 km, lần lượt giữa hai người trong một đội. Kikkan Randall và Jessica Diggins giành huy chương vàng đầu tiên cho Hoa Kỳ ở môn trượt tuyết băng đồng.

## Kết quả
Q — lọt vào vòng sau
LL — người bị loại nhưng vẫn vào vòng sau
PF — phân định thứ hạng nhờ ảnh chụp ở vạch đích

### Bán kết
| Hạng | Đợt thi | Số áo | Quốc gia                     | Vận động viên                           | Thời gian | Ghi chú |
| ---- | ------- | ----- | ---------------------------- | --------------------------------------- | --------- | ------- |
| 1    | 1       | 1     | Na Uy                        | Marit Bjørgen Maiken Caspersen Falla    | 16:33.28  | Q       |
| 2    | 1       | 3     | Thụy Sĩ                      | Nadine Fähndrich Laurien van der Graaff | 16:39.83  | Q       |
| 3    | 1       | 5     | Slovenia                     | Alenka Čebašek Anamarija Lampič         | 16:39.92  | LL      |
| 4    | 1       | 2     | Đức                          | Nicole Fessel Sandra Ringwald           | 16:51.67  | LL      |
| 5    | 1       | 6     | Cộng hòa Séc                 | Kateřina Beroušková Petra Nováková      | 16:53.06  |         |
| 6    | 1       | 9     | Úc                           | Jessica Yeaton Barbara Jezeršek         | 17:20.38  |         |
| 7    | 1       | 4     | Áo                           | Lisa Unterweger Teresa Stadlober        | 17:25.98  |         |
| 8    | 1       | 8     | Belarus                      | Yulia Tikhonova Polina Seronosova       | 17:33.63  |         |
| 9    | 1       | 11    | Slovakia                     | Alena Procházková Barbora Klementová    | 17:52.14  |         |
| 10   | 1       | 7     | Kazakhstan                   | Anna Shevchenko Valeriya Tyuleneva      | 17:57.04  |         |
| 11   | 1       | 10    | Hàn Quốc                     | Lee Chae-won Ju Hye-ri                  | 19:19.17  |         |
| 1    | 2       | 14    | Hoa Kỳ                       | Kikkan Randall Jessica Diggins          | 16:22.56  | Q       |
| 2    | 2       | 12    | Thụy Điển                    | Charlotte Kalla Stina Nilsson           | 16:23.28  | Q       |
| 3    | 2       | 15    | Vận động viên Olympic từ Nga | Natalya Nepryayeva Yuliya Belorukova    | 16:24.63  | LL      |
| 4    | 2       | 13    | Phần Lan                     | Mari Laukkanen Krista Pärmäkoski        | 16:31.54  | LL      |
| 5    | 2       | 18    | Ba Lan                       | Justyna Kowalczyk Sylwia Jaśkowiec      | 16:35.19  | LL      |
| 6    | 2       | 17    | Pháp                         | Aurore Jéan Coraline Thomas Hugue       | 16:40.40  | LL      |
| 7    | 2       | 21    | Canada                       | Emily Nishikawa Dahria Beatty           | 17:01.54  |         |
| 8    | 2       | 16    | Ý                            | Elisa Brocard Gaia Vuerich              | 17:13.04  |         |
| 9    | 2       | 20    | Trung Quốc                   | Chi Chunxue Li Xin                      | 17:35.94  |         |
| 10   | 2       | 19    | Ukraina                      | Tetyana Antypenko Maryna Antsybor       | 17:44.04  |         |

### Chung kết
Chung kết diễn ra vào lúc 19:00.
| Hạng | Số áo | Quốc gia                     | Vận động viên                           | Thời gian | Kém      |
| ---- | ----- | ---------------------------- | --------------------------------------- | --------- | -------- |
| 1    | 14    | Hoa Kỳ                       | Kikkan Randall Jessica Diggins          | 15:56.47  | —        |
| 2    | 12    | Thụy Điển                    | Charlotte Kalla Stina Nilsson           | 15:56.66  | +0.19    |
| 3    | 1     | Na Uy                        | Marit Bjørgen Maiken Caspersen Falla    | 15:59.44  | +2.97    |
| 4    | 3     | Thụy Sĩ                      | Nadine Fähndrich Laurien van der Graaff | 16:17.79  | +21.32   |
| 5    | 13    | Phần Lan                     | Mari Laukkanen Krista Pärmäkoski        | 16:19.18  | +22.71   |
| 6    | 5     | Slovenia                     | Alenka Čebašek Anamarija Lampič         | 16:28.24  | +31.77   |
| 7    | 18    | Ba Lan                       | Justyna Kowalczyk Sylwia Jaśkowiec      | 16:32.48  | +36.01   |
| 8    | 17    | Pháp                         | Aurore Jéan Coraline Thomas Hugue       | 16:32.49  | +36.02   |
| 9    | 15    | Vận động viên Olympic từ Nga | Natalya Nepryayeva Yuliya Belorukova    | 16:41.76  | +45.29   |
| 10   | 2     | Đức                          | Nicole Fessel Sandra Ringwald           | 17:06.57  | +1:10.10 |